# گندراسوی خوک‌بینی راه‌راه
گندراسوی خوک‌بینی راه‌راه (نام علمی: Conepatus semistriatus) نام یک گونه از سرده گندراسوی خوک‌بینی است.